# Brizon, Haute-Savoie
Brizon  là một xã in the Haute-Savoie département thuộc vùng Rhône-Alpes đông nam Pháp.

## Personalities linked to the commune
- Eugène Bourgeau, botanist, born in the commune in 1813.